# Kabinett Sócrates I

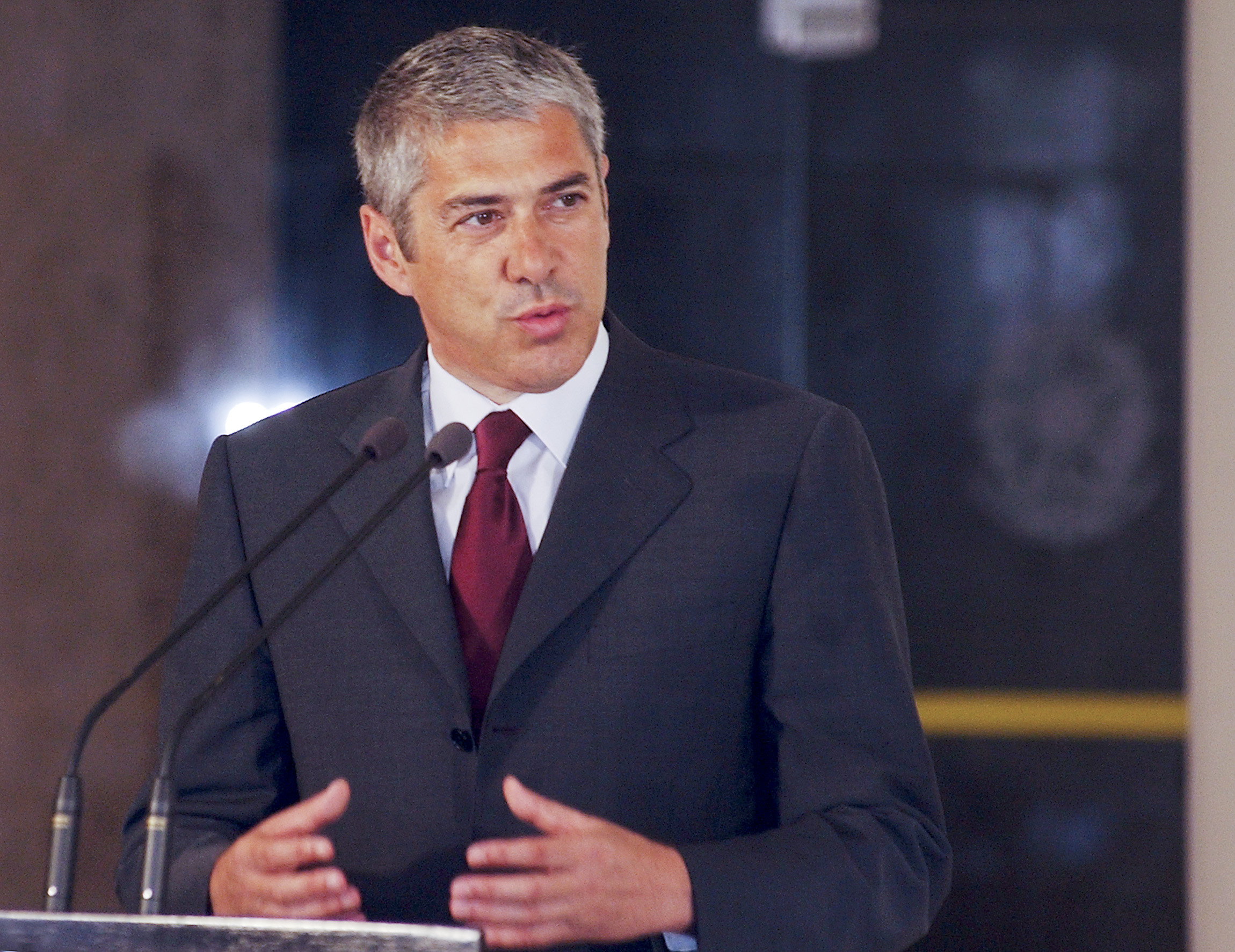
Premierminister José Sócrates

Als Kabinett Sócrates I wird die 17. verfassungsgemäße, frei gewählte portugiesische Regierung nach der Nelkenrevolution 1974 unter Premierminister José Sócrates bezeichnet, in Portugal auch XVII Governo Constitucional de Portugal, zu Deutsch XVII. verfassungsgemäße Regierung von Portugal genannt. Es regierte von 2005 bis 2009.

## Parlamentswahlen 2005
Nachdem Staatspräsident Jorge Sampaio das Parlament unter der Regierung Pedro Santana Lopes aufgelöst hatte, waren Neuwahlen zur Assembleia da República nötig. Die am 20. Februar 2005 stattgefundenen Parlamentswahlen brachten den bisher oppositionellen Sozialisten erstmals in der portugiesischen Geschichte eine absolute Mehrheit von 46 Prozent beziehungsweise 121 der 230 Abgeordneten. Damit lösten die Sozialisten die Sozialdemokraten als stärkste Fraktion ab. Der Generalsekretär der portugiesischen Sozialisten, José Sócrates, wurde am 12. März 2005 als Premierminister vereidigt.

## Regierungszeit
Bereits bei der Einführung erweckte die neue Regierung Aufsehen, da die von Premier José Sócrates berufenen Minister zur Hälfte aus Unabhängigen bestand, das Amt des Außenministers übernahm gar der ehemalige Premierminister Diogo Freitas do Amaral, ehemals Mitglied des oppositionellen CDS-PP, der sich jedoch selbst als „parteiungebunden“ fühlte. Einschätzungen zufolge wollte Sócrates somit seine Regierung auf eine möglichst breite politische Basis stellen. Freitas do Amaral, der sich, nachdem die Vorgängerregierung unter Barroso mit in den Irakkrieg gezogen war, von seiner Partei lossagte, wurden gute Kontakte zur damaligen US-Regierung zugeschrieben. Neben den Unabhängigen, besetzte Sócrates die Regierung teilweise mit Ministern, die bereits unter António Guterres der Regierung vorstanden. Insgesamt waren zu Anfang nur zwei Frauen in der Regierung vertreten.
Ein Höhepunkt in der ersten Hälfte der Legislaturperiode unter José Sócrates war unter anderen die siebte Präsidentenwahl Portugals, bei der das portugiesische Volk bereits im ersten Wahlgang erstmals einen Vertreter des konservativen Lagers, den Sozialdemokraten und ehemaligen Premierminister Aníbal Cavaco Silva (50,59 Prozent), zum Staatspräsidenten wählte. Die beiden Kandidaten der Sozialisten unterlagen mit gut 14 (Mário Soares) und knapp über 20 Prozent (Manuel Alegre). Ein weiterer Höhepunkt war außerdem der Vorsitz Portugals der EU-Ratspräsidentschaft im zweiten Halbjahr 2007 sowie das erfolgreiche Referendum zur Legalisierung des Schwangerschaftsabbruchs.
In der Amtszeit von Premierminister José Sócrates erfolgten mehrere Kabinettsumbildungen. Bereits nach gut vier Monaten, am 20. Juli 2005, trat Finanzminister Luís Campos e Cunha offiziell aus privaten Gründen zurück, der Wirtschaftswissenschaftler Fernando Teixeira dos Santos trat seine Nachfolge an. Etwa ein Jahr später, zum 30. Juni 2006, reichte Außenminister Diogo Freitas do Amaral seinen Rücktritt ein, er führte dabei gesundheitliche Gründe an. Sein Nachfolger wurde der bisherige Verteidigungsminister Luís Amado, das Amt des Verteidigungsministers übernahm Nuno Severiano Teixeira, der bereits in der zweiten Regierung Guterres dem Innenministerium vorstand. Für die vorgezogenen Kommunalwahlen in der portugiesischen Hauptstadt Lissabon im Juli 2007 nominierte die sozialistische Partei den Innenminister António Costa als Kandidaten, der daraufhin im Mai 2007 zurücktrat. Rui Pereira, zu der Zeit Verfassungsrichter, übernahm das Ressort von Costa. Die vorerst letzte Kabinettsumbildung betraf das Kultur- und Gesundheitsministerium. Da der Gesundheitsminister António Correia de Campos im Zuge der Umsetzung seiner Reformen und Sparprogramme mehr und mehr Kritik auf sich zog, entließ Premierminister Sócrates diesen zum 29. Januar 2008, die Leiterin der Kinderklinik des Hospital Garcia de Orta in Almada, Ana Jorge, wurde seine Nachfolgerin. Die Kulturministerin Isabel Pires de Lima hatte zeitgleich ihren Rücktritt eingereicht, der Rechtsanwalt und bisheriger Leiter der Fundação Berardo, José António de Melo Pinto Ribeiro, übernahm daraufhin das Ressort. Besonders die letzte Kabinettsumbildung kritisierten die Oppositionsparteien, da sie lediglich eine „kosmetische Umbildung“ darstelle und die wirklich umstrittenen Minister des Kabinetts, beispielsweise Verkehrsminister Mário Lino, nicht entlassen wurden.
Die Regierungszeit des ersten Kabinett Sócrates endete am 26. Oktober 2009, dem Tag der Vereidigung des zweiten Kabinett Sócrates.

## Zusammensetzung
| Amt                                                                     | Name                                                        | Partei    |
| ----------------------------------------------------------------------- | ----------------------------------------------------------- | --------- |
| Premierminister                                                         | José Sócrates                                               | PS        |
| Ministerium für auswärtige Angelegenheiten                              | Diogo Freitas do Amaral (12. März 2005 – 30. Juni 2006)     | parteilos |
| Ministerium für auswärtige Angelegenheiten                              | Luís Amado (seit 30. Juni 2006)                             | PS        |
| Ministerium für Finanzen                                                | Luís Campos e Cunha (12. März 2005 – 21. Juli 2005)         | parteilos |
| Ministerium für Finanzen                                                | Fernando Teixeira dos Santos (seit 21. Juli 2005)           | PS        |
| Ministerium für Präsidentschaftsangelegenheiten                         | Pedro Silva Pereira                                         | PS        |
| Ministerium für Parlamentsangelegenheiten                               | Augusto Santos Silva                                        | PS        |
| Ministerium für Nationale Verteidigung                                  | Luís Amado (12. März 2005 – 30. Juni 2006)                  | PS        |
| Ministerium für Nationale Verteidigung                                  | Nuno Severiano Teixeira (seit 30. Juni 2006)                | PS        |
| Ministerium für innere Verwaltung                                       | António Costa (12. März 2005 – 17. Mai 2007)                | PS        |
| Ministerium für innere Verwaltung                                       | Rui Pereira (seit 17. Mai 2007)                             | PS        |
| Ministerium für Justiz                                                  | Alberto Bernardes Costa                                     | PS        |
| Ministerium für Umwelt, Regionalentwicklung und Liegenschaftsverwaltung | Francisco Nunes Correia                                     | PS        |
| Ministerium für Wirtschaft und Innovation                               | Manuel Pinho                                                | PS        |
| Ministerium für Landwirtschaft, ländliche Entwicklung und Fischerei     | Jaime Silva                                                 | PS        |
| Ministerium für öffentliche Bauten, Verkehr und Kommunikation           | Mário Lino                                                  | PS        |
| Ministerium für Arbeit und Sozialsicherung                              | José Vieira da Silva                                        | PS        |
| Ministerium für Gesundheit                                              | António Correia de Campos (12. März 2005 – 29. Januar 2008) | PS        |
| Ministerium für Gesundheit                                              | Ana Jorge (seit 29. Januar 2008)                            | k. A.     |
| Ministerium für Bildung                                                 | Maria de Lurdes Rodrigues                                   | parteilos |
| Ministerium für Wissenschaft, Technologie und Hochschulbildung          | Mariano Gago                                                | parteilos |
| Ministerium für Kultur                                                  | Isabel Pires de Lima (12. März 2005 – 29. Januar 2008)      | parteilos |
| Ministerium für Kultur                                                  | José António de Melo Pinto Ribeiro (seit 29. Januar 2008)   | PS        |